# Jobmotor
Der Jobmotor (auch: die Jobmaschine) ist ein Schlagwort, mit dem die Massenmedien je nach Wirtschaftslage einzelne Unternehmen, Wirtschaftszweige oder Veranstaltungen bezeichnen, die eine besonders hohe Zahl an neuen Arbeitsplätzen schaffen. Jobmotoren können auch regional begrenzt sein, wenn sich beispielsweise ein Unternehmen an einem neuen Standort ansiedelt oder an einem bestehenden Standort vergrößert.
Die Metapher eines Motors erlaubt plastische Formulierungen wie ›der Jobmotor läuft auf Hochtouren‹ und ›der Jobmotor gerät ins Stottern‹. Die Metapher beschreibt auch, wie ein Jobmotor andere Unternehmen ›zieht‹, also in diesen Unternehmen ebenfalls Arbeitsplätze schafft. Typisch sind Zuliefer- und Dienstleistungsbetriebe für große Industrieansiedlungen.
Beispiele für Jobmotoren waren oder sind
- die Zeitarbeit,[1]
- die Automobilindustrie,[3]
- die Erneuerbaren Energien,[4]
- die Pharmaindustrie,[5]
- die Biotechnologie,[6]
- der Mittelstand[2][7] und
- die Fußball-Weltmeisterschaft 2006 in Deutschland.[8]